# Михалёвка (Кормянский район)
Михалёвка (бел. Міхалёўка) — деревня в Лужковском сельсовете Кормянского района Гомельской области Беларуси.

## География

### Расположение
В 21 км на юго-запад от Кормы, в 59 км от железнодорожной станции Буда-Кошелёвская (на линии Гомель — Жлобин), в 94 км от Гомеля.

### Гидрография
На севере и западе мелиоративные каналы, соединённые с рекой Горна (приток реки Сож).

## Транспортная сеть
Транспортные связи по просёлочной дороге, затем по шоссе Довск — Гомель. Планировка состоит из прямолинейной улицы, ориентированной с юго-запада на северо-восток, к которой перпендикулярно присоединяются на востоке, западе и по центру короткие улицы. Застройка двусторонняя, дома деревянные, усадебного типа.

## История
Согласно письменным источникам известна с XIX века как деревня в Расохской волости Рогачёвского уезда Могилёвской губернии. Согласно ревизии 1859 года во владении помещика И. Грушецкого. В 1880-е годы открыт хлебозапасный магазин. В 1909 году 708 десятин земли, школа грамоты, мельница. В 1911 году построено здание школы. В 1931 году организован колхоз. Согласно переписи 1959 года в составе колхоза «Коммунист» (центр — деревня Дубовица).
Ранее населённый пункт находился в составе Струкачёвского сельсовета.

## Население

### Численность
- 2004 год — 35 хозяйств, 59 жителей.

### Динамика
- 1909 год — 62 двора, 417 жителей.
- 1959 год — 433 жителя (согласно переписи).
- 2004 год — 35 хозяйств, 59 жителей.